# Lago de Güija
El Lago de Güija es un lago de América Central cuya superficie es compartida por El Salvador y Guatemala.  El lago se ubica entre el departamento de Santa Ana (El Salvador) y el departamento de Jutiapa (Guatemala), a una altitud de 430 m s. n. m. (metros sobre el nivel del mar). El lago tiene una extensión aproximada de 45 km² (kilómetros cuadrados) y es compartida por ambos países. El Salvador cuenta con el 74 % de su extensión y Guatemala con el otro 26 %. 
Este cuerpo de agua dulce tiene como afluentes a los ríos Ostúa, Angue y Cusmapa. El lago vierte su caudal en el margen derecho del río Lempa por el río Desagüe donde se halla la presa hidroeléctrica del Guajoyo. Dos grandes penínsulas estrechan el lago. En la parte salvadoreña del lago (que tiene aproximadamente 32 km²) están las islas de Teotipa, Cerro de Tule e Iguatepec, donde desde las primeras excavaciones en 1924, se han descubierto numerosas piezas de cerámica precolombina. El lago está rodeado por los volcanes de Mita, San Diego y Cerro Quemado (ahora extintos). 
El paisaje que se divisa desde las pequeñas islas que se localizan en el interior del lago, como la de Teotipa, es de un verdor intenso, consecuencia de una abundante vegetación, en la que destacan el nance, el cedro, el volador, la caoba, el granadillo, el caucho y el chichipince, hábitat idóneo para aves como el quetzal, el cenzontle y la calandria americana, así como numerosos lagartos, y serpientes como boas y víboras.

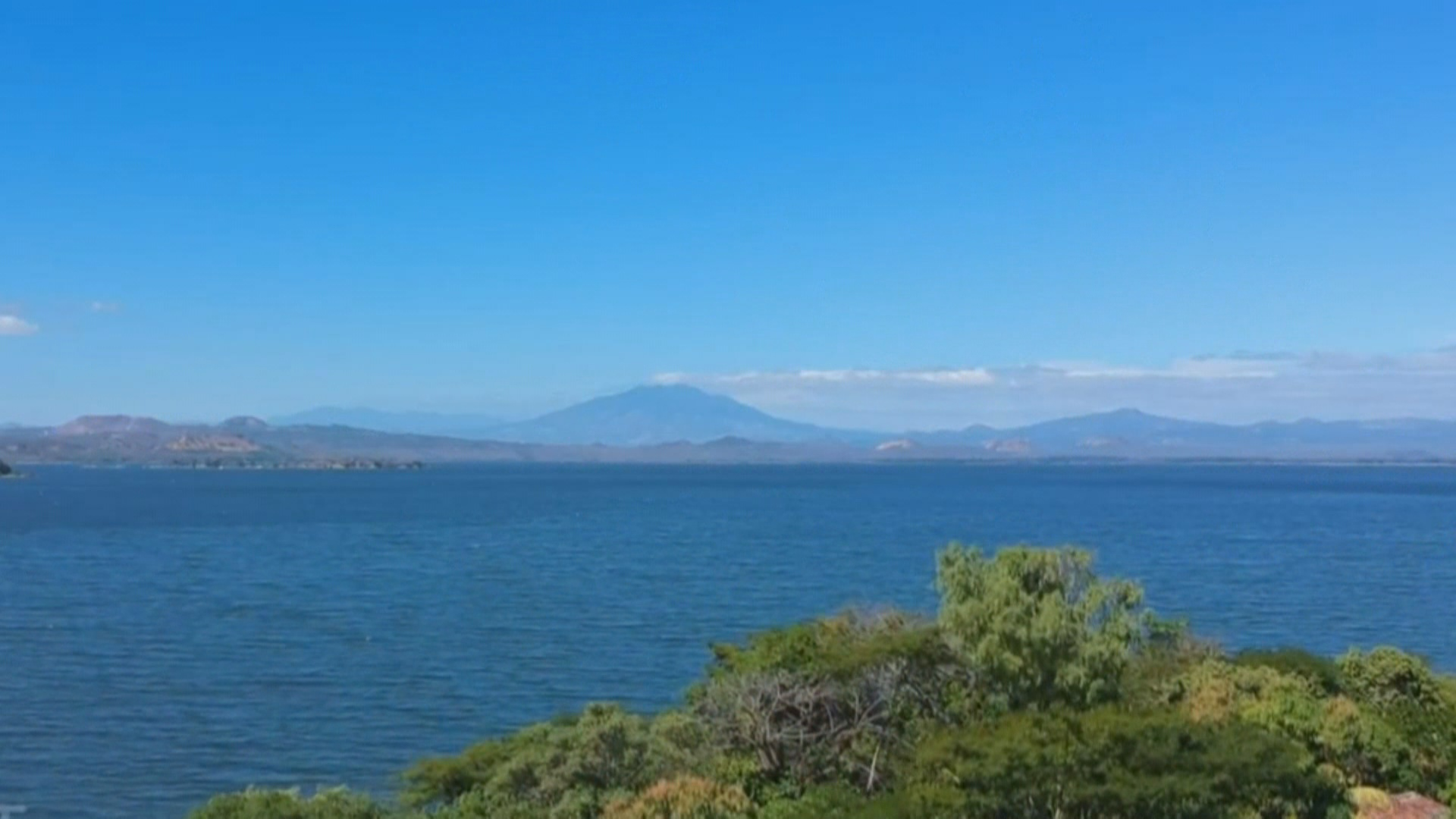
Vista aérea del lago de Güija

## Objetos arqueológicos

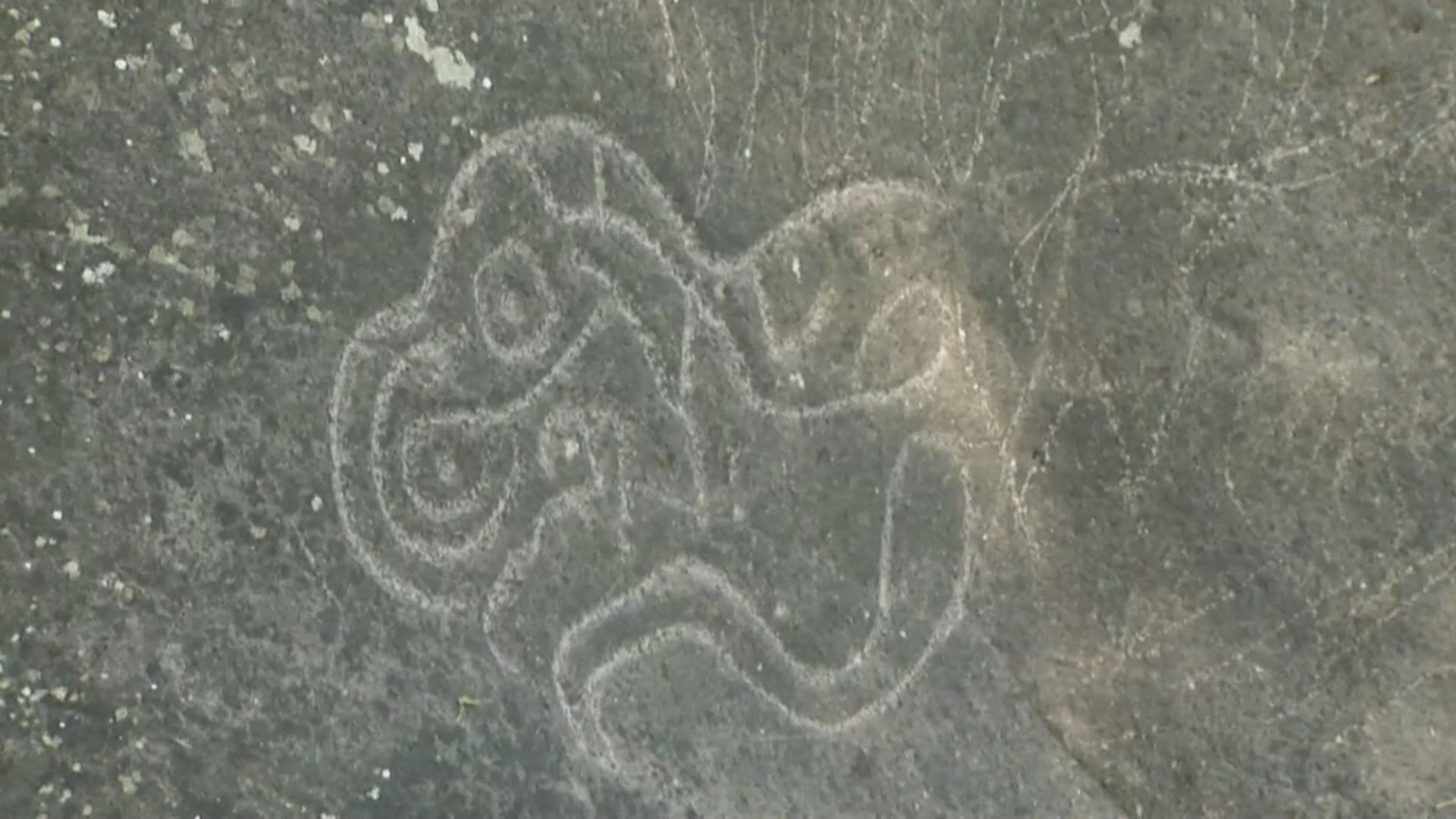
Petrograbados de las islas en el lago de Güija

Güija, palabra vernácula que viene del topónimo Náhuat:
●Huitsi: espina
●A: partícula que denota "abundancia"
su etimología significa: "donde abundan los espinos"
En la parte salvadoreña del lago (que tiene aproximadamente 32 km², 74 %) están las islas de Teotipa, Cerro de Tule e Igualtepeque, donde se han encontrado sitios arqueológicos Igualtepeque ocupa una península en el lago de Güija, que se convierte en isla cuando sube el nivel del lago durante la estación lluviosa. El terreno de la península fue extensivamente modificado en tiempos prehispánicos, formando varias terrazas y aplanando su cima en donde se construyó una pirámide y otras estructuras. La cima está parcialmente rodeada por una muralla. La playa de Igualtepeque tiene más de 80 piedras con petrograbados, por lo cual constituye uno de los más destacados sitios de arte rupestre en su región. La ocupación principal de Igualtepeque es del Posclásico Temprano. Hallazgos importantes se han realizado a lo largo del tiempo de figuras con escritura Mayas, actualmente se conoce el sitio como el "Cerro de las Figuras". Ha habido varios incidentes de saqueo, lo cual ha denunciado varias autoridades el peligro de su destrucción, detallando los problemas ya existentes de excavaciones de saqueo y robo de piedras con petrograbados, y reportando la nueva amenaza de un proyecto de construcción.
Un hallazgo importante asociado con Igualtepeque es una placa de piedra verde, encontrada por un buzo en el lago. El estilo de este objeto lo identifica como un producto de Tierras Bajas Mayas del período Clásico Temprano, los petrograbados tienen varias figuras y escrituras de origen maya.

## Sitio Ramsar
Como sitio Ramsar de El Salvador, el Lago de Güija, junto al Área Natural Protegida San Diego-San Felipe Las Barras y sus áreas cercanas, son reconocidas como el Complejo Güija. Fue el quinto sitio Ramsar reconocido en el país, en el 2010.
Se han registrado alrededor de 70 especies de flora y fauna en amenaza o peligro de extensión en la zona, además, un gran número de aves migratorias reposan en las aguas de este complejo. También pueden encontrarse 12 de las 14 especies de peces nativas de agua dulce del país y es el sitio de anidación más importante de la garza blanca (Ardea Alba) en El Salvador.